# Герб комуни Анебю
Герб комуни Анебю (швед. Aneby kommunvapen) — символ шведської адміністративно-територіальної одиниці місцевого самоврядування комуни Анебю. 

## Історія
Герб комуни офіційно зареєстровано 1987 року.

## Опис (блазон)
У синьому полі срібний хвилястий перев’яз вліво, на якому синій укорочений нитяний ламаний перев'яз.

## Зміст
Хвиляста смуга означає річку Свартон. Укорочений нитяний ламаний перев'яз поданий за топографічним знаком і уособлює водоспад Стальпет.   